# Municipio de Merrimon
El municipio de Merrimon (en inglés: Merrimon Township) es un municipio ubicado en el  condado de Carteret en el estado estadounidense de Carolina del Norte. En el año 2010 tenía una población de 605 habitantes.

## Geografía
El municipio de Merrimon se encuentra ubicado en las coordenadas 34°54′45.58″N 76°35′11.74″O / 34.9126611, -76.5865944.